# Lachlan River (Derwent River)
Der Lachlan River ist ein Fluss im Südosten des australischen Bundesstaates Tasmanien.

## Geografie
Der fast zwölf Kilometer lange Lachlan River entspringt westlich der Wellington Range und südlich von New Norfolk. Von dort fließt er nach Nord-Nordosten und mündet in den östlichen Vororten von New Norfolk in den Derwent River.